# Test exact
En statistique, un test exact est un test où toutes les hypothèses, sur lesquelles le calcul de la statistique de test est basée, sont remplies par opposition à un test asymptotique  (dont l'approximation peut être fait aussi proche que désiré en ayant une taille de l'échantillon assez grand).

## Exemples
- Test exact de Fisher
- Test du χ² de Pearson